# 新城A區南站
ES5站（葡萄牙語：Estação ES5）是澳門輕軌東線的中途站，位於新城A區（東區—2）中央綠廊下方，為地底車站，設有三層。車站工程於2023年10月20日正式動工，預計2029年啟用。

## 車站
據澳門特別行政區政府代表於2022年10月18日到澳門立法會介紹上，公共建設局局長林煒浩表示，新城A區（東區—2）設有三座車站並包括本站，全部為地下車站。本站位於新城A區南部，將設有三層地庫，暫設有兩個出入口，部分出入口計劃與鄰近規劃中的地塊連接。
| 地面層（G）       | 出入口   | 中央綠廊（A、B出入口） |   |  |
| 地庫一層（C）     | 票務層   | 客務中心、自助售票機、洗手間、商鋪 |   |  |
| 地庫二層          | 緩衝平台 | 來往站廳與月台、車站設備 |   |  |
| 地庫三層（P）     | 月台層   | \| 側式 · 開左邊车门 \| \| \| \| \| \| \| \| 東線往氹仔碼頭（新城E1區） \| 2 \| \| \| \| 1 \| 東線往關閘（新城A區中） \| \| \| \| 側式 · 開左邊车门 \| \| \| \| \| |   |  |
| 側式 · 開左邊车门 |          | |   |  |
|                   |          | 東線往氹仔碼頭（新城E1區） | 2 |  |
|                   | 1        | 東線往關閘（新城A區中） |   |  |
| 側式 · 開左邊车门 |          | |   |  |

## 歷史

### 初期構想
2014年，澳門半島線（輕軌一期澳門半島段）出現工程延誤，加上澳門半島路段引起社會爭議並作出修改。時任運輸工務司司長劉仕堯出席澳門立法會會議回應議員提問時，指政府亦正逐步計劃支線及遠期線路，包括東線，並於新城A區內設有四座車站。

### 落實規劃及興建
2020年9月，澳門特區政府公佈《澳門特別行政區城市總體規劃 (2020-2040)》草案及《輕軌東線方案》公開咨詢，為期60日。咨詢文本中計劃於新城A區中央綠廊北至南設3座地下車站並包括本站。
2022年10月18日，政府跨部門代表列席立法會介紹東區-2詳細規劃草案和輕軌東線工程，並落實興建該線以及公佈新城A區三座車站的初步設計。
2022年10月26日，澳門輕軌東線設計連建造工程進行公開招標，並分為南段及北段，本站作為南段設計連建造工程的一部分。
2023年2月16日，東線南段的設計連建造工程進行公開開標，將與北段同時施工；該工程包括興建本站，並配合防洪標準作出合適的設計。經開標程序後，全部標書被接納。工程造價介乎澳門幣46億1千8百多萬至澳門幣48億8百萬，總工期(設計連施工)全部為1350工作天。

## 外部連結
- 公共建設局 - 輕軌東線南段設計連建造工程 （页面存档备份，存于）